# Damien Bay
Die Damien Bay ist eine Bucht an der Südostküste Südgeorgiens. Sie liegt nordnordöstlich der Hamilton Bay.
Namensgeberin ist die Yacht Damien II im Besitz des Naturforscherehepaars Sally (* 1954) und Jérôme Poncet auf Beaver Island im Archipel der Falklandinseln, welche der British Antarctic Survey mehrfach für Erkundungsfahrten zwischen 1985 und 1992 gechartert hatte.